# 이란국방산업기구

이란국방산업기구(DIO, Defense Industries Organization)는 이란의 무기 개발을 담당하는 국영 재벌 그룹이다.

## 역사
1981년에 설립되었다. 이란 수도 테헤란에 본사가 있다. 근로자수는 35,000명이다. 2006년 현재 57개국에 무기룰 수출하고 있다.
1996년 12월, 독일 당국은 DIO 뒤셀도르프 지사를 급습, 이란인 직원들을 모두 본국으로 축출했으며 이란에 미사일 부품을 제공한 것으로 보이는 몇몇 독일 회사들에 대한 수색작업도 벌였다.
1997년 9월 10일, 독일 세관당국이 이란軍 산하 `방위산업기구'(DIO)가 독일 뒤셀도르프 지사를 통해 불법으로 무기를 구입해온 것으로 밝혀졌다고 말했다. 완제품이 아니라 부품을 여러 나라로부터 구입해 이란에서 조립하는 방식으로 이뤄졌다.
2007년 10월, 이란 국방산업기구(DIO)와 연관된 이란 기업과 한국 기업간 거래 움직임에 멜라트 은행 서울지점이 관여했다. 2007년 11월, 이란 기업인 홍콩일렉트로닉스가 이란 국내은행인 파르시안 은행 계좌에서 총 250만달러를 세 차례에 걸쳐 멜라트 은행 서울지점으로 송금했다. 홍콩일렉트로닉스는 북한 무기 수출의 금융지원을 담당하는 기관인 북한 단천은행의 페이퍼 컴퍼니이다.
2009년 4월, 미국 뉴욕 검찰청은 이란과 핵무기 개발용 재료를 거래하는 등 모두 118개 혐의로 중국 기업인 리팡웨이를 기소했다. 검찰은 2006~2008년 리팡웨이)와 다롄 소재 무역회사 림트(LIMMT) 이코노믹&트레이드사가 이란 국방산업기구(DIO)와 불법적으로 거래했다고 밝혔다.
2009년 5월 12일, 미국 국무부는 전문을 통해 한국 정부에 멜라트 은행 서울지점의 자산 동결을 요구했다. 2010년 9월, 한국 정부는 유엔 안보리 제재결의 이행의 일환으로 멜라트 은행 서울지점에 대해 정부 사전허가 없는 금융거래 금지 등의 제재 조치를 취했다.
2013년 1월 23일, 예멘 당국이 미국 해군과 공조해 아라비아반도 남쪽 영해에서 각종 무기를 은닉한 이란 선박을 나포했다. 2005년에 제조된 중국산 열추적 방공 미사일 'QW-1M' 10기가 실려 있었다. 중국 국영 CPMIEC의 공장에서 제조된 것이다. CPMIEC는 이란과 파키스탄에 미사일 등 무기를 팔았다는 이유로 미국 정부의 제재를 받고 있다. 자동소총 탄약통 31,600여개도 발견됐다. 탄약통이 이란국방산업기구(DIO)의 제품과 매우 유사했다. 무기는 후티 반군에게 전달될 예정이었다.

## 같이 보기
- 샤히드 헤마트 산업그룹 - 액체연료 미사일 개발
- 샤히드 바게리 산업그룹 - 고체연료 미사일 개발